# 아프가니스탄 이슬람 공화국
아프가니스탄 이슬람 공화국(파슈토어: د افغانستان اسلامي جمهوریت 다 아프가니스탄 이슬라미 좀호리야트, 다리어: جمهوری اسلامی افغانستان 좀후리예 에슬라미예 아프가네스탄, 튀르키예어: Afganistan İslam Cumhuriyeti 아프가니스탄 이슬람 줌후리예티[*])은 2004년부터 2021년까지 아프가니스탄의 합법 정부였던 정체이며, 현재는 이 정부의 일부 관료들이 판지시르주에서 아프가니스탄 국민저항전선이라는 이름으로 탈레반에 맞 싸우며 일대를 통치하고 있다. 
미국의 아프가니스탄 침공 결과 2001년 카불이 함락되고 아프가니스탄 이슬람 토후국이 쫓겨나면서 반탈레반 세력들이 규합되어 건국되었다. 그러나 이슬람 공화국은 단 한번도 남부 향촌 지역에 대한 지배를 공고히 한 적이 없으며, 2010년을 거치면서 탈레반이 세력을 부활하는 한편 이슬람 공화국은 영향력을 서서히 상실해갔다. 2021년 탈레반 공세로 탈레반이 카불을 함락시키고 카불에 위치한 기관에서 내전 종식 및 권력이양을 선언함으로써 멸망했다.
카불 함락 이후 이 정부의 주요 관료들과 일부 군인이 판지시르주로 다시 아프가니스탄에서 탈레반에 대한 조직적 저항을 유지하고 있다.
암룰라 살레 부통령은 외국으로 대통령이 도주한 것은 유고에 해당한다며 헌법에 따라 자신이 대통령 권한 대행이 되었음을 선언하고 아프가니스탄 국민 저항 전선에 합류하였다. 아직까지 대부분의 국가들은 탈레반의 국가 승계를 인정하지 않았다.
아프가니스탄 이슬람 공화국은 유엔, 이슬람 협력 기구, 남아시아 지역 협력 연합, 77 그룹, 경제 협력 기구, 비동맹 운동 가맹국이었다.

## 역사
2001년 12월, 탈레반 정부가 전복된 이후 하미드 카르자이 대통령을 중심으로 한 새로운 아프가니스탄 정부가 출범하였고, 카르자이 행정부를 보조하고 기본적인 방위를 위해 유엔 안전 보장 이사회에서 국제안보지원군을 결성한다. 반면 탈레반 세력은 파키스탄에서 재결성되었고, 그동안 아프가니스탄에는 연합군이 진입하고 전쟁으로 인해 황폐화된 국가를 재건하였다.
탈레반은 권력을 찬탈당한 뒤에 곧바로 반란을 일으킨다. 2000년대 동안 ISAF와 아프간 국군은 탈레반에 수차례 공격을 실행하였으나, 완전히 탈레반을 패배시키지 못하였다. 아프가니스탄은 해외 투자의 부족과 정부 부패, 그리고 탈레반의 반란 등의 이유 등으로 세계에서 가장 가난한 국가들 중 하나이다.
한편, 아프가니스탄 정부는 어느 정도의 민주주의 구조를 세울 수 있었고, 국가명을 아프가니스탄 이슬람 공화국으로 바꾼다. 여러 차례의 외국 원조와 함께 나라의 경제, 보건, 교육, 교통, 그리고 농업 분야들의 발전시키기 위한 시도도 많이 이루어졌다. ISAF 군대들도 아프가니스탄 국군을 훈련시키기 시작하였다. 2002년부터 10여년 동안 서방 국가들에서 강제 추방된 사람들을 포함한 500만 명의 아프가니스탄 사람들이 본국으로 귀환하였다.
2009년에 들어서는 탈레반이 이끄는 그림자 정부가 국가 곳곳에서 형성되기 시작했다. 2010년에는 카르자이 대통령이 탈레반 지도자들과 평화 협상을 시도하였으나, 반란 단체들은 2015년 중반에 탈레반 최고 지도자가 협상을 결정하기 전까지 협상 참석을 거부하였다.
2011년 5월 파키스탄에서 오사마 빈 라덴이 사망하면서 많은 수의 아프간 주요 인사들이 암살되었다. 아프가니스탄-파키스탄 국경 간 접전이 늘어났고 하카니 네트워크 주도 아래 많은 대규모 공격이 아프가니스탄에서 이루어졌다. 미 정부는 증가한 공격 횟수를 두고 파키스탄 정부를 비판했다. 미 정부는 15년 넘게 수십억 달러를 개발 원조 지원금으로 지출하였고 같은 기간 동안 1조가 넘는 달러를 군사 지원에 지출하였다.
2014년 대통령 선거를 기점으로 카르자이 대통령은 권력에서 물러났고 2014년 9월 아슈라프 가니가 대통령에 선출되었다. 아프가니스탄에서의 미국의 전쟁 (미 역사상 가장 길었던 전쟁)이 2014년 12월 28일 공식적으로 종료되었다. 그러나, 수천명이 넘는 미국 주도의 나토 군대가 아프가니스탄 정부 군대를 훈련시키고 자문하기 위해 나라에 남았다. 전쟁은 반란 주동자, 아프가니스탄 시민들과 정부 군대를 포함하여 직접적으로 9만여명의 사망자를 남겼다. 10만여명이 넘는 사람들이 부상을 입었다.
2021년 6월 미군 철수의 움직임을 계기로 탈레반이 다시금 아프간 영토를 장악하게 되었고, 수많은 아프간 군인들을 학살하면서 결국 최종적으로 8월 15일 수도 카불이 사실상 함락되며 항복을 선언하였다.